# Canadá nos Jogos Olímpicos de Inverno de 1960
O Canadá mandou 44 competidores que disputaram sete modalidades nos Jogos Olímpicos de Inverno de 1960, em Squaw Valley, nos Estados Unidos. A delegação conquistou 4 medalhas no total, sendo duas de ouro, uma de prata, e uma de bronze.